# 紫紋豬齒魚
紫紋豬齒魚（学名：Choerodon gymnogenys），又名裸頰豬齒魚、四齒仔、西齒、日本裸頰寒鯛，為輻鰭魚綱鱸形目隆頭魚亞目隆頭魚科的其中一種，分布於印度西太平洋區，從東非至台灣、日本海域，棲息深度可達82公尺，體長可達20公分，棲息礁石區，生活習性不明。

## 擴展閱讀
維基物種上的相關：紫紋豬齒魚